# Josep Maria Forn i Costa
Josep Maria Forn i Costa   (Barcelona, 4 d'abril de 1928 - Barcelona, 3 d'octubre de 2021) fou un actor, guionista, productor i director de cinema català. D'antuvi intentà dedicar-se a la literatura, però des del 1950 es passà al cinema, on feu unes 250 obres. Fou propietari de la productora Films de l'Orient.
Començà amb el curtmetratge Gaudí (1954) i va fer algunes pel·lícules comercials. Va obtenir un cert ressò amb La piel quemada (La pell cremada, 1966), on aborda el problema de la immigració a Catalunya malgrat la forta censura d'aleshores. El 1975 fundà i presidí l'Institut del Cinema Català, des d'on impulsà la producció de curtmetratges i noticiaris.
Del 1987 al 1991 fou director general de cinematografia del Departament de Cultura de la Generalitat de Catalunya. El 1985 treballà amb l'actor valencià Ovidi Montllor i Mengual en la pel·lícula Un, dos, tres... ensaïmades i res més, dirigida per Joan Solivellas. L'any 1994 fou elegit president del Col·legi de Directors de Cinema de Catalunya, i el 2001 rebé la Creu de Sant Jordi. El 2010 guanyà el premi Gaudí d'honor en reconeixement de la seva carrera. Morí el 3 d'octubre de 2021, als 93 anys.

Josep Maria Forn va començar a treballar al món del cinema el 1948, com a meritori a la productora Emisora Films. Després de fer tasques d'ajudant de direcció, va acceptar l'encàrrec de dirigir el seu primer llargmetratge: Yo maté (Vaig matar, 1955). Forn va saber aprofitar el fèrtil moment que vivia el cinema a Catalunya i va rodar un conjunt de films en els quals va demostrar que era capaç de moure amb solvència els materials i gèneres més diversos. La rana verde (La granota verda, 1957), Muerte al amanecer (Mort a l'alba, 1960), La vida privada de Fulano de Tal (1960), ¿Pena de muerte? (Pena de mort?, 1961), que va provocar el seu primer conflicte amb la censura, La ruta de los narcóticos (La ruta dels narcòtics, 1962) i José María (1963) certifiquen el seu bon ofici.
Després de La barca sin pescador (La barca sense pescador, 1964), basada en l'obra homònima d'Alejandro Casona, va realitzar La piel quemada (1966), la seva pel·lícula més personal. Es tracta d'un sincer exemplar de cinema testimonial, centrat en la figura d'un paleta andalús que treballa a la Costa Brava i espera l'arribada de la família. Un valent retrat de la immigració dels anys seixanta i, com a rerefons, un precís comentari sobre el boom turístic. Tot seguit, Forn va decidir adaptar la novel·la de Manuel de Pedrolo M'enterro en els fonaments, primer amb el títol de ‘La contestación' i després amb el de ‘La respuesta'. La trama de l'obra, el moviment estudiantil contemplat a través de l'enfrontament entre un jove universitari i el seu pare i estructurat com un thriller, però, va xocar obertament amb la censura, que el va obligar a refer el guió i, més tard, a passar per les tisores nombroses escenes. Rodat el 1969, el film es va estrenar després de la mort del dictador, el 1976, i es va reposar el 1985, ara doblat al català i amb el títol original de la novel·la.
Aquesta mala experiència va mantenir Forn allunyat de la direcció de llargmetratges durant deu anys, però no dels curts, ja que entre el 1976 i el 1977 en va realitzar tres. Durant aquest temps es va dedicar a la producció de diverses pel·lícules de cineastes com Gonzalo Herralde, Antoni Ribas, Ventura Pons o Eugeni Anglada i Arboix mitjançant la seva empresa P.C. Teide, la qual va adquirir l'any 1958 de la mà de José Ángel Ezcurra després del fracàs comercial que va suposar Expreso de Andalucía (Exprés d'Andalusia, 1956). Va presidir també, en dues etapes, l'Institut del Cinema Català, del qual va ser membre fundador. El seu retorn va constituir un altre cim de la cinematografia catalana: Companys, procés a Catalunya (1979), una sentida evocació del darrer any i mig de vida del president de la Generalitat afusellat al castell de Montjuïc i un dels títols emblemàtics del renascut cinema històric.
El següent parèntesi d'inactivitat darrere la càmera encara va ser més llarg: onze anys. En aquest interval va assumir el càrrec de director general de Cinematografia i Vídeo de la Generalitat (1986-1988). Va tornar a la direcció amb la comèdia política Ho sap el ministre? (1990) i la comèdia d'embolics judicials Subjúdice (1998). I, el 2006, va rodar un altre film històric en la línia de Companys, procés a Catalunya: El coronel Macià. Però els temps eren molt diferents i el ressò va ser escàs.
L'any 2010 va rebre el Premi Gaudí d'Honor de l'Acadèmia del Cinema Català.
La seva última obra va ser El somni català (2015), un documental centrat en la lluita catalana per a la recuperació dels drets nacionals des de l'any 1904.

## Filmografia principal
Des de l'any 1952 ha participat com a director, guionista, actor en més de 30 pel·lícules. A més, ha produït més de 80 films amb la seva productora P. C. Teide. Algunes de les seves obres més destacades com ha director han estat les següents:
- 1955: Yo maté
- 1957: La rana verde
- 1959: Muerte al amanecer
- 1960: La vida privada de Fulano de Tal
- 1962: ¿Pena de muerte?
- 1962: Los culpables
- 1962: La ruta de los narcóticos
- 1963: José Maria
- 1964: La barca sin pescador
- 1966: La piel quemada
- 1969: M'enterro en els fonaments
- 1979: Companys, procés a Catalunya
- 1990: Ho sap el ministre?
- 1998: Subjúdice
- 2006: El coronel Macià
- 2015: El somni català

## Films de l'orient
Films de l'orient és una productora cinematográfica fundada l'any 1994 a Barcelona per Josep Maria Forn. L'any 2001, Sandra Forn s'incorpora per pendre el relleu generacional natural com a productora executiva.
- Un cos al bosc,[12] Joaquim Jordà, coproduïda amb Sogedasa i Els Quatre Gats Audiov. S.L., 1996.
- Subjudice,[13] Josep Ma Forn, coproduïda amb Sogedasa, 1998.
- Una dia, una nit, Enric Alberich, 2001
- La Casita Blanca, la ciutat oculta,[14] Carles Balagué, coproduïda amb Diafragma PC, Els Quatre Gats Audiov. S.L. i PC del Mediterráneo S.L., 2001
- El coronel Macià,[15] Josep Maria Forn, 2006
- Quatre d'Onze,[16] Anna Mollet, 2012
- La memòria de la matèria, Albert Abril, 2013
- El somni català, Josep Maria Forn, 2015
- Tortell Poltrona, sense fronteres,[17] Marcel·lí Parès, 2016

## Premis
- 2001. Creu de Sant Jordi[18]
- 2010. Gaudí d'Honor[19]

## Fons
El seu fons es conserva a la Filmoteca de Catalunya. El fons inclou els negatius de foto fixa del rodatge de diversos films de la seva productora.